# Martin Eggenschwyler
Martin Eggenschwyler (* 9. Dezember 1955 in Zürich) ist ein Schweizer Journalist und Mediencoach.

## Leben
Martin Eggenschwyler wuchs in der Stadt Zürich auf und studierte Theaterpädagogik an der Schauspielakademie Zürich (heute Hochschule der Künste). Ab 1979 arbeitete er für Schweizer Radio DRS. Er präsentierte die Schweizer Radiohitparade und moderierte ab 1983 die Morgenshow des neuen Radiosenders DRS 3, heute SRF 3. 1988 wurde er Moderator beim trinationalen TV-Sender 3sat und entwickelte als Schweizer Verantwortlicher das tägliche Magazin «Kulturzeit» mit.
Von 1999 bis 2012 war er Ausgabeleiter beim Nachrichtenmagazin «10vor10» des Schweizer Fernsehens. Danach leitete er sieben Jahre lang die Sendung «Kulturplatz» von SRF. Für den Videoblog «Tama Gotcha!» erhielt sein Team 2018 den Europäischen CIVIS Onlinepreis.
Seit 2019 arbeitet Eggenschwyler als freier Journalist und Mediencoach.

## Auszeichnungen
- 2018: Europäischer CIVIS-Medienpreis, Kategorie Online (mit Redaktion Kulturplatz).

## Schriften
- Von positiver Anziehung: Konstruktiver "Kulturplatz", S. 56–59, in: Kritisch-konstruktiver Journalismus, Hrsg. von Ulf Grüter, Christian Sauer, Norderstedt: Books on Demand, 3., aktualisierte und erweiterte Auflage Juni 2019. ISBN 3-7431-8731-0. Online bei Google Books: Link